# غاري بارنت (شخصية أعمال)
غاري بارنت (بالإنجليزية: Gary Barnett)‏ هو شخصية أعمال أمريكي، ولد في 1956 في مانهاتن في الولايات المتحدة.